# Alex Broch Amado
Alex Broch Amado oder kurz Alex Amado (* 29. April 1987 in Porto Alegre) ist ein ehemaliger brasilianischer Fußballspieler.

## Karriere
Die Anfänge von Alex Amados Profikarriere sind undokumentiert. Als erste verzeichnete Quelle spielte er bis 2012 für den SC São Paulo und zog anschließend zum EC Avenida weiter. Hier befand er sich zwei Jahre im Kader und wurde 2014 von Grêmio Esportivo Brasil verpflichtet. Nach etwa einem Jahr zog er zum Ceará SC weiter.
Zur Saison 2016/17 lieh ihn Ceará an den westtürkische Aufsteiger Bandırmaspor aus der türkischen TFF 1. Lig aus und kehrte im Dezember 2016 vorzeitig wieder zu Ceará zurück. Hier beendete er 2018 seine aktive Laufbahn.